# Liceum Ogólnokształcące im. Feliksa Nowowiejskiego w Braniewie
Liceum Ogólnokształcące im. Feliksa Nowowiejskiego w Braniewie – publiczna szkoła średnia, mieszcząca się przy ulicy Sikorskiego, istniejąca od 1947 roku i będąca pierwszą szkołą średnią w historii Braniewa.

## Powstanie i historia szkoły
Po zakończeniu II wojny światowej edukację na poziomie szkoły podstawowej w Braniewie rozpoczęto już od 1 września 1945 roku, brakowało jednak edukacji na poziomie szkoły średniej. W połowie 1946 roku utworzono w Braniewie komitet odbudowy gmachów dawnego Liceum Hosianum, w którym zamierzano odtworzyć szkołę średnią, która funkcjonowała tam do wojny (zob. gimnazjum w Braniewie (1565–1945). Ten budynek był jednak na tyle zniszczony, że odsuwał realizację tego planu znacznie w czasie. Starania władz miejskich i mieszkańców doprowadziły w 1947 roku do uzyskania zgody na otwarcie gimnazjum (tak nazywano jeszcze wówczas szkołę średnią). Pierwsza szkoła średnia w Braniewie – pod nazwą Państwowe Gimnazjum Koedukacyjne – rozpoczęła działalność 13 lutego 1947 roku.
Pierwszą siedzibą szkoły został budynek przedwojennej garbarni przy ul. Marszałka Roli-Żymierskiego (teraz Kościuszki). Jednak latem 1947 garbarnia postanowiła odebrać obiekt należący przed wojną do przedsiębiorstwa i przeznaczyć na mieszkania dla pracowników. Na posiedzeniu Prezydium PRN w dniu 12 lipca 1947 w uchwale nr 114 postanowiono, że na tymczasową siedzibę szkoły zostanie przeznaczony budynek Zarządu Miasta naprzeciw starostwa (współcześnie Powiatowy Urząd Pracy).
Pierwszy egzamin dojrzałości w szkole miał miejsce w dniach 22–31 maja 1950 roku w Ornecie – zdawało go 17 osób, z czego 16 uzyskało świadectwo dojrzałości.
W roku szkolnym 1947/48 szkoła prowadziła już nauczanie na dwóch kierunkach: dydaktycznym i wychowawczym oraz posiadała internat przyszkolny. W pierwszych latach szkoła przenosiła się jeszcze raz na ulicę Szkolną, wreszcie od roku szkolnego 1950/51 osiadła w docelowym budynku – odremontowanym gmachu przedwojennego urzędu skarbowego przy ulicy Sikorskiego 15, w której lokalizacji pozostaje do dziś. Wraz ze szkołą przeniesiono również na ul. Sikorskiego internat szkolny. Zajmował on 2 sąsiednie budynki: nr 11/13 oraz nr 21. Początkowo internat został umeblowany starymi szafami wojskowymi i prostymi żelaznymi łóżkami. Korzystało z niego wielu uczniów szkoły, gdyż w okresie powojennym dojazd z okolicznych miejscowości był bardzo utrudniony. Pierwszym kierownikiem internatu był Leon Masiulanis, kolejnym Zdzisław Taźbierski. Internat w trudnych latach powojennych prowadził własną hodowlę świń, która przysparzała stołówce w internacie sporo mięsa, a nawet przynosiła dochód ze sprzedaży. W roku 1972 w stołówce internackiej wydawano 130 obiadów dla uczniów i nauczycieli. W latach 90. XX w. internat już nie istniał.
W roku 1956 funkcję dyrektora objął Stanisław Kołpacki. Wówczas do klas licealnych do szkoły dołączyły 3 oddziały szkoły podstawowej (klasy od 5–7), realizując ówczesną koncepcję szkoły jedenastoletniej – podstawówka miała 7 klas i klasy liczone były w jednym ciągu – od pierwszej do jedenastej.
Z okazji 20. rocznicy utworzenia tej placówki edukacyjnej szkole nadano imię oraz sztandar. Na patrona szkoły wybrano kompozytora urodzonego na Warmii, autora muzyki do „Roty” i znanego propagatora polskości – Feliksa Nowowiejskiego. 20 kwietnia 1966 roku Kuratorium Okręgu Szkolnego w Olsztynie zatwierdziło nazwę szkoły w brzmieniu: Liceum Ogólnokształcące im. Feliksa Nowowiejskiego w Braniewie, która obowiązuje do dziś.
Na skutek reformy nauczania, wprowadzonej Ustawą z dnia 15 lipca 1961 roku o rozwoju systemu oświaty i wychowania, i przedłużenia nauki z siedmiu do ośmiu lat, w roku szkolnym 1969/70 w liceum nie było klasy maturalnej. W tym roku nie odbyły się też egzaminy dojrzałości.
W związku z reformą administracyjną w 1975 roku, wprowadzającą nowy podział na województwa, od roku szkolnego 1975/76 szkołę podporządkowano Kuratorium Oświaty i Wychowania w Elblągu.
W latach 70. uzyskano od władz miejskich zgodę na zagospodarowanie sąsiadującego z terenem szkoły parku – przedwojennego cmentarza św. Katarzyny. Prace porządkowe wykonała młodzież szkolna przy pomocy nauczycieli i wojska, tworząc na części przedwojennego cmentarza boisko szkolne.
W roku szkolnym 1991/92 po raz pierwszy w historii szkoły został przeprowadzony konkurs na dyrektora tej placówki. Konkurs wygrał Olgierd Falkowski, dotychczasowy nauczyciel matematyki, który kierował szkołą najdłużej w jej historii – przez 20 lat. Kolejny konkurs na dyrektora przeprowadzono w roku 2012, dyrektorem została Jolanta Ryczaj, która zarządzała placówką do 2022 roku. Od 1 września 2022 dyrektorem jest Małgorzata Roguszewska.
Od 1999 roku, w związku z kolejną reformą administracyjną połączoną z reformą w oświacie, szkoła zaczęła podlegać Starostwu Powiatowemu w Braniewie.
W 2001 rozpoczęto budowę przy szkole sali gimnastycznej, którą oddano do użytku w roku następnym – 2002.
W liceum wskaźnik zdawalności matur utrzymuje się od wielu lat na bardzo wysokim poziomie (około 99%). Uczniowie biorą udział i zajmują wysokie lokaty w różnych konkursach i olimpiadach przedmiotowych, zawodowych i artystycznych. W latach 2015–2019 szkoła otrzymywała tytuł „Brązowej Szkoły” przyznany przez Wydawnictwo Edukacyjne „Perspektywy”. (Na tytuł „Brązowa Szkoła” składają się sukcesy w olimpiadach – 30%, wyniki matury z przedmiotów obowiązkowych – 25% oraz wyniki matury z przedmiotów dodatkowych 45%).

## Sztandar szkoły
Szkoła po raz pierwszy otrzymała swój sztandar 25 czerwca 1966 roku. Nie dużo wcześniej, bo 20 kwietnia 1966, szkoła otrzymała patronat wybitnego polskiego kompozytora, dyrygenta, pedagoga i wirtuoza organów – Feliksa Nowowiejskiego. Wybór takiego patrona był uzasadniony jego związkami z Warmią (ur. się w Barczewie k. Olsztyna). Wówczas również szkoła została odznaczona Medalem Tysiąclecia i Złotą Odznaką za zasługi dla kraju. 
21 stycznia 2011, w dniu obchodów święta patrona szkoły, Liceum Ogólnokształcące otrzymało nowy sztandar, którego fundatorem były władze miasta i lokalne przedsiębiorstwa. Sztandar został poświęcony przez proboszcza Leszka Galicę podczas uroczystej mszy św. w bazylice św. Katarzyny Aleksandryjskiej.

## Dyrektorzy szkoły
- Jadwiga Stasiunowa – 13.02.1947 – 31.01.1949
- Henryk Wróblewski – 1.02.1949 – 31.07.1949
- Henryka Habuda – 1.09.1949 – 31.07.1950
- Dawid Milkamanowicz – 1.09.1950 – 31.08.1953
- Czesław Bogdański – 1.09.1953 – 31.07.1956
- Stanisław Kołpacki – 1.09.1956 – 31.08.1960
- Adolf Gałuszka – 1.09.1960 – 31.08.1965
- Józef Ćwirko – 1.09.1965 – 31.08.1975
- Ryszard Kasiński – 1.09.1975 – 31.08.1990
- Jolanta Ołownia – 1.09.1990 – 31.08.1992
- Olgierd Falkowski – 1.09.1992 – 31.08.2012
- Jolanta Ryczaj – 1.09.2012 – 31.08.2022
- Małgorzata Roguszewska od 1.09.2022[11]

## Absolwenci
- Ewa Bryl – profesor doktor habilitowana nauk medycznych, wykładowca Gdańskiego Uniwersytetu Medyczego
- Jerzy Chrabąszcz – politolog, instruktor harcerski Związku Harcerstwa Polskiego, I zastępca naczelnika ZHP
- Piotr Gursztyn – historyk, dziennikarz prasowy i telewizyjny, od 2016 dyrektor TVP Historia
- Maciej Hydr – muzyk, scenarzysta, reżyser i producent filmowy
- Marcin Jakubowski – scenograf, grafik komputerowy i ilustrator, współtwórca filmu Klaus
- Leon Jarmałkowicz – nauczyciel, harcmistrz Związku Harcerstwa Polskiego, działacz społeczny
- Wojciech Penkalski – doktor nauk społecznych, poseł na Sejm VII kadencji[14]
- Natalia Ptaszyńska – chemiczka, adiunktka Katedry Biochemii Molekularnej Uniwersytetu Gdańskiego.
- Radosław Potrac – nauczyciel, społecznik, animator aktywności lokalnych, w 2023 uhonorowany tytułem Nauczyciel Roku
- Tomasz Sielicki – samorządowiec, wójt gminy Braniewo w latach 2010–2018, od 2018 burmistrz Braniewa
- Edmund Wojnowski – polityk, poseł na Sejm PRL VIII kadencji
- Jolanta Załęczny – historyczka i muzealniczka, doktor habilitowany związana z Instytutem Historii Akademii Humanistycznej im. Aleksandra Gieysztora w Pułtusku
- Alfred Zmitrowicz – doktor habilitowany nauk technicznych, inżynier, profesor instytutu w Polskiej Akademii Nauk